# Marguerite Yourcenar
Marguerite Yourcenar (født 8. juni 1903, i Bruxelles, Belgien, død 17. december 1987) var en fransk forfatter. Hun blev amerikansk statsborger i 1947.
Hun blev det første kvindelige medlem af Académie française i 1980.

## Udvalgt bibliografi
- Mémoires d'Hadrien (1951, da. Kejser Hadrians erindringer, 1954)
- L'Œuvre au noir (1968, da. Smeltediglen, 1970, Feminaprisen)